# Vignola-Falesina
Vignola-Falesina – miejscowość i gmina we Włoszech, w regionie Trydent-Górna Adyga, w prowincji Trydent.
Według danych na rok 2004 gminę zamieszkiwało 109 osób, 9,9 os./km².